# Nitra (rivière)
Pour l’article homonyme, voir Nitra.
Le Nitra (allemand : Neutra, hongrois : Nyitra) est une rivière de 197 km de long, du bassin du moyen Danube, située en Slovaquie et un affluent du Váh, donc un sous-affluent du Danube. 

## Géographie
Il rejoint le Váh près de sa confluence avec le Danube à Komárno. Il prend sa source dans les Petites Fatras au nord de Prievidza. Le Nitra traverse les villes de Bojnice, Topoľčany, Nitra et Nové Zámky.